# Squadra lituana di Coppa Davis
La squadra lituana di Coppa Davis rappresenta la Lituania nella Coppa Davis, ed è posta sotto l'egida della Lietuvos Teniso Sąjunga.
La squadra partecipa alla competizione dal 1994, dopo l'ottenimento dell'indipendenza dall'Unione Sovietica. Non ha mai fatto parte del World Group e attualmente è inclusa nel Group II della zona Euro-Africana. Il suo miglior risultato è il raggiungimento del Gruppo I nel 2015.

## Organico 2024
Vengono di seguito illustrati i convocati per ogni singolo turno della Coppa Davis 2024. A sinistra dei nomi la nazione affrontata e il risultato finale. Fra parentesi accanto ai nomi, il ranking del giocatore nel momento della disputa degli incontri (la "d" indica che il ranking corrisponde alla specialità del doppio).
| Gruppo Mondiale I - Playoff | Gruppo Mondiale I - Playoff                                                                                    |
| Georgia (3-2)               | Ričardas Berankis (248) Vilius Gaubas (366) Edas Butvilas (638) Pijus Vaitiekunas (1865) Tadas Babelis (f.r.*) |
| --------------------------- | --- |

| Gruppo Mondiale I - Playoff | Gruppo Mondiale I - Playoff                                                              |
| Croazia (0-4)               | Vilius Gaubas (182) Ričardas Berankis (326) Edas Butvilas (368) Pijus Vaitiekunas (2002) |
| --------------------------- | ---------------------------------------------------------------------------------------- |

* f.r. = Fuori Ranking

## Risultati
= Incontro del Gruppo Mondiale

### 2010-2019
| Anno | Turno                      | Data            | Sede            | Avversario           | Punteggio | Esito     |
| ---- | -------------------------- | --------------- | --------------- | -------------------- | --------- | --------- |
| 2010 | Gruppo II, 1º turno        | 5-7 marzo       | Vilnius (LTU)   | Regno Unito          | 3–2       | Vittoria  |
| 2010 | Gruppo II, 2º turno        | 9-11 luglio     | Dublino (IRL)   | Irlanda              | 3–2       | Vittoria  |
| 2010 | Gruppo II, Playoff         | 9-11 luglio     | Vilnius (LTU)   | Slovenia             | 2–3       | Sconfitta |
| 2011 | Gruppo II, 1º turno        | 4-6 marzo       | Tallinn (EST)   | Estonia              | 2–3       | Sconfitta |
| 2011 | Gruppo II, Playoff         | 8-10 luglio     | Vilnius (LTU)   | Marocco              | 0–5       | Sconfitta |
| 2012 | Gruppo III, Round Robin    | 3 maggio        | Sofia (BGR)     | San Marino           | 3–0       | Vittoria  |
| 2012 | Gruppo III, Round Robin    | 4 maggio        | Sofia (BGR)     | Andorra              | 2–0       | Vittoria  |
| 2012 | Gruppo III, Playoff        | 5 maggio        | Sofia (BGR)     | Grecia               | 2–1       | Vittoria  |
| 2013 | Gruppo II, 1º turno        | 1-3 febbraio    | Šiauliai (LTU)  | Cipro                | 4–1       | Vittoria  |
| 2013 | Gruppo II, 2º turno        | 5-7 aprile      | Lisbona (PRT)   | Portogallo           | 0–5       | Sconfitta |
| 2014 | Gruppo II, 1º turno        | 31 gen.-2 feb.  | Oslo (NOR)      | Norvegia             | 5–0       | Vittoria  |
| 2014 | Gruppo II, 2º turno        | 4-6 aprile      | Centurion (ZAF) | Sudafrica            | 3–2       | Vittoria  |
| 2014 | Gruppo II, Playoff         | 12-14 settembre | Sarajevo (BIH)  | Bosnia ed Erzegovina | 3–2       | Vittoria  |
| 2015 | Gruppo I, 1º turno         | 6-8 marzo       | Płock (POL)     | Polonia              | 2–3       | Sconfitta |
| 2015 | Gruppo I, Playoff 1º turno | 18-20 settembre | Vilnius (LTU)   | Ucraina              | 1–4       | Sconfitta |
| 2015 | Gruppo I, Playoff 2º turno | 30 ott.-1 nov.  | Kranj (SVN)     | Slovenia             | 0–5       | Sconfitta |
| 2016 | Gruppo II, 1º turno        | 4-6 marzo       | Šiauliai (LTU)  | Austria              | 3–2       | Vittoria  |
| 2016 | Gruppo II, 2º turno        | 15-17 luglio    | Kaunas (LTU)    | Sudafrica            | 3–2       | Vittoria  |
| 2016 | Gruppo II, Playoff         | 16-18 settembre | Vilnius (LTU)   | Bosnia ed Erzegovina | 0–5       | Sconfitta |
| 2017 | Gruppo II, 1º turno        | 3-5 febbraio    | Vilnius (LTU)   | Madagascar           | 3–2       | Vittoria  |
| 2017 | Gruppo II, 2º turno        | 7-9 aprile      | Tbilisi (GEO)   | Georgia              | 3–2       | Vittoria  |
| 2017 | Gruppo II, Playoff         | 15-17 settembre | Båstad (SWE)    | Svezia               | 0–5       | Sconfitta |
| 2018 | Gruppo II, 1º turno        | 3-4 febbraio    | Šiauliai (LTU)  | Estonia              | 3–1       | Vittoria  |
| 2018 | Gruppo II, 2º turno        | 7-8 aprile      | Helsinki (FIN)  | Finlandia            | 2–3       | Sconfitta |
| 2019 | Gruppo II, Playoff         | 5-6 aprile      | Marocco (MAR)   | Marocco              | 3–2       | Vittoria  |

### 2020-2029
| Anno | Turno                                | Data            | Sede               | Avversario | Punteggio | Esito     |
| ---- | ------------------------------------ | --------------- | ------------------ | ---------- | --------- | --------- |
| 2020 | Gruppo Mondiale I, Playoff           | 6-7 marzo       | Šiauliai (LTU)     | Portogallo | 0–4       | Sconfitta |
| 2020 | Gruppo Mondiale II, Turno Principale | 18-19 settembre | Candia (GRC)       | Grecia     | 3–1       | Vittoria  |
| 2022 | Gruppo Mondiale I, Playoff           | 4-5 marzo       | Islamabad (PAK)    | Pakistan   | 2–3       | Sconfitta |
| 2022 | Gruppo Mondiale II, Turno Principale | 17-18 settembre | Vilnius (LTU)      | Egitto     | 4–1       | Vittoria  |
| 2023 | Gruppo Mondiale I, Playoff           | 3-4 febbraio    | Vilnius (LTU)      | Pakistan   | 4–0       | Vittoria  |
| 2023 | Gruppo Mondiale I, Turno Principale  | 16-17 settembre | Buenos Aires (ARG) | Argentina  | 0–4       | Sconfitta |
| 2024 | Gruppo Mondiale I, Playoff           | 3-4 febbraio    | Vilnius (LTU)      | Georgia    | 3–2       | Vittoria  |
| 2024 | Gruppo Mondiale I, Turno Principale  | 16-17 settembre | Varaždin (HRV)     | Croazia    | 0–4       | Sconfitta |

## Statistiche giocatori
Di seguito la classifica dei tennisti lituani con almeno una partecipazione in Coppa Davis, ordinati in base al numero di vittorie. In caso di parità si tiene conto del maggior numero di incontri disputati; in caso di ulteriore parità viene dato più valore agli incontri in singolare; come quarto e ultimo criterio viene considerata la data d'esordio. In grassetto quelli tuttora in attività.

Aggiornato alla Coppa Davis 2025 (Lussemburgo-Lituania 3-1).
| #  | Tennista             | Singolare | Doppio | Totale |
| -- | -------------------- | --------- | ------ | ------ |
| 1  | Rolandas Muraška     | 37-12     | 19-20  | 56-32  |
| 2  | Ričardas Berankis    | 36-9      | 9-8    | 45-17  |
| 3  | Laurynas Grigelis    | 15-22     | 10-13  | 25-35  |
| 4  | Gvidas Sabeckis      | 11-7      | 12-14  | 23-21  |
| 5  | Daniel Lencina-Ribes | 11-4      | 8-5    | 19-9   |
| 6  | Aivaras Balžekas     | 9-12      | 1-1    | 10-13  |
| 7  | Gitanas Mažonas      | 7-4       | 3-3    | 10-7   |
| 8  | Eugenijus Cariovas   | 2-3       | 6-2    | 8-5    |
| 9  | Lukas Mugevičius     | 5-9       | 2-8    | 7-17   |
| 10 | Denis Ivancovas      | 2-2       | 5-2    | 7-4    |
| 11 | Aistis Šlajus        | 4-7       | 2-3    | 6-10   |
| 12 | Dovydas Šakinis      | 3-5       | 1-3    | 4-8    |
| 13 | Arūnas Rozga         | 0-0       | 4-4    | 4-4    |
| 14 | Vilius Gaubas        | 2-7       | 1-2    | 3-9    |
| 15 | Edas Butvilas        | 2-4       | 1-4    | 3-8    |
| 16 | Tadas Babelis        | 0-6       | 2-3    | 2-9    |
| 17 | Tomas Petrauskas     | 1-0       | 1-1    | 2-1    |

| #  | Tennista            | Singolare | Doppio | Totale |
| -- | ------------------- | --------- | ------ | ------ |
| 18 | Paulius Jurkėnas    | 0-0       | 1-4    | 1-4    |
| 19 | Giedrius Vėželis    | 1-0       | 0-2    | 1-2    |
| 20 | Ainius Sabaliauskas | 1-1       | 0-0    | 1-1    |
| 21 | Mantas Bugailiškis  | 1-0       | 0-1    | 1-1    |
| 22 | Artūras Gotovskis   | 0-1       | 1-0    | 1-1    |
| 23 | Simas Kucas         | 0-0       | 1-1    | 1-1    |
| 24 | Julius Tverijonas   | 0-4       | 0-1    | 0-5    |
| 25 | Mindaugas Čeledinas | 0-1       | 0-3    | 0-4    |
| 26 | Tomas Vaise         | 0-2       | 0-0    | 0-2    |
| 27 | Aurimas Karpavičius | 0-1       | 0-1    | 0-2    |
| 28 | Denis Riabuchin     | 0-0       | 0-2    | 0-2    |
| 29 | Kasparas Žemaitėlis | 0-1       | 0-0    | 0-1    |
| 30 | Julius Gotovskis    | 0-0       | 0-1    | 0-1    |
| 31 | Vadim Pinko         | 0-0       | 0-1    | 0-1    |

## Andamento
La seguente tabella riflette l'andamento della squadra dal 1990 ad oggi. Le colonne grigie indicano che la squadra non ha preso parte alla manifestazione in quegli anni, in quanto la squadra non esisteva.
| Pos.           | 90 | 91 | 92 | 93 | 94 | 95 | 96 | 97 | 98 | 99 | 00 | 01 | 02 | 03 | 04 | 05 | 06 | 07 | 08 | 09 | 10 | 11 | 12 | 13 | 14 | 15 | 16 | 17 | 18 | 19 | 21 | 22 | 23 | 24 |
| -------------- | -- | -- | -- | -- | -- | -- | -- | -- | -- | -- | -- | -- | -- | -- | -- | -- | -- | -- | -- | -- | -- | -- | -- | -- | -- | -- | -- | -- | -- | -- | -- | -- | -- | -- |
| Campione       |    |    |    |    |    |    |    |    |    |    |    |    |    |    |    |    |    |    |    |    |    |    |    |    |    |    |    |    |    |    |    |    |    |    |
| Finalista      |    |    |    |    |    |    |    |    |    |    |    |    |    |    |    |    |    |    |    |    |    |    |    |    |    |    |    |    |    |    |    |    |    |    |
| SF             |    |    |    |    |    |    |    |    |    |    |    |    |    |    |    |    |    |    |    |    |    |    |    |    |    |    |    |    |    |    |    |    |    |    |
| QF             |    |    |    |    |    |    |    |    |    |    |    |    |    |    |    |    |    |    |    |    |    |    |    |    |    |    |    |    |    |    |    |    |    |    |
| OF             |    |    |    |    |    |    |    |    |    |    |    |    |    |    |    |    |    |    |    |    |    |    |    |    |    |    |    |    |    |    |    |    |    |    |
| Qualificazioni | x  | x  | x  | x  | x  | x  | x  | x  | x  | x  | x  | x  | x  | x  | x  | x  | x  | x  | x  | x  | x  | x  | x  | x  | x  | x  | x  | x  | x  |    |    |    |    |    |
| Gruppo I       |    |    |    |    |    |    |    |    |    |    |    |    |    |    |    |    |    |    |    |    |    |    |    |    |    |    |    |    |    |    |    |    |    |    |
| Gruppo II      |    |    |    |    |    |    |    |    |    |    |    |    |    |    |    |    |    |    |    |    |    |    |    |    |    |    |    |    |    |    |    |    |    |    |
| Gruppo III     | x  | x  |    |    |    |    |    |    |    |    |    |    |    |    |    |    |    |    |    |    |    |    |    |    |    |    |    |    |    |    |    |    |    |    |
| Gruppo IV      | x  | x  | x  | x  | x  | x  | x  |    |    |    |    |    |    | x  |    |    |    |    |    |    | x  | x  | x  | x  | x  | x  | x  | x  | x  | x  |    |    |    |    |

Legenda
- Campione: La squadra ha conquistato la Coppa Davis.
- Finalista: La squadra ha disputato e perso la finale.
- SF: La squadra è stata sconfitta in semifinale.
- QF: La squadra è stata sconfitta nei quarti di finale.
- OF: La squadra è stata sconfitta negli ottavi di finale (1º turno). Dal 2019 sostituito dal Round Robin.
- Qualificazioni: La squadra è stata sconfitta al turno di qualificazione. Istituito nel 2019.
- Gruppo I: La squadra ha partecipato al Gruppo I della propria zona di appartenenza.
- Gruppo II: La squadra ha partecipato al Gruppo II della propria zona di appartenenza.
- Gruppo III: La squadra ha partecipato al Gruppo III della propria zona di appartenenza.
- Gruppo IV: La squadra ha partecipato al Gruppo IV della propria zona di appartenenza.
- x: Ove presente, la x indica che in quel determinato anno, il Gruppo in questione non è esistito.